# Michael Hudecek

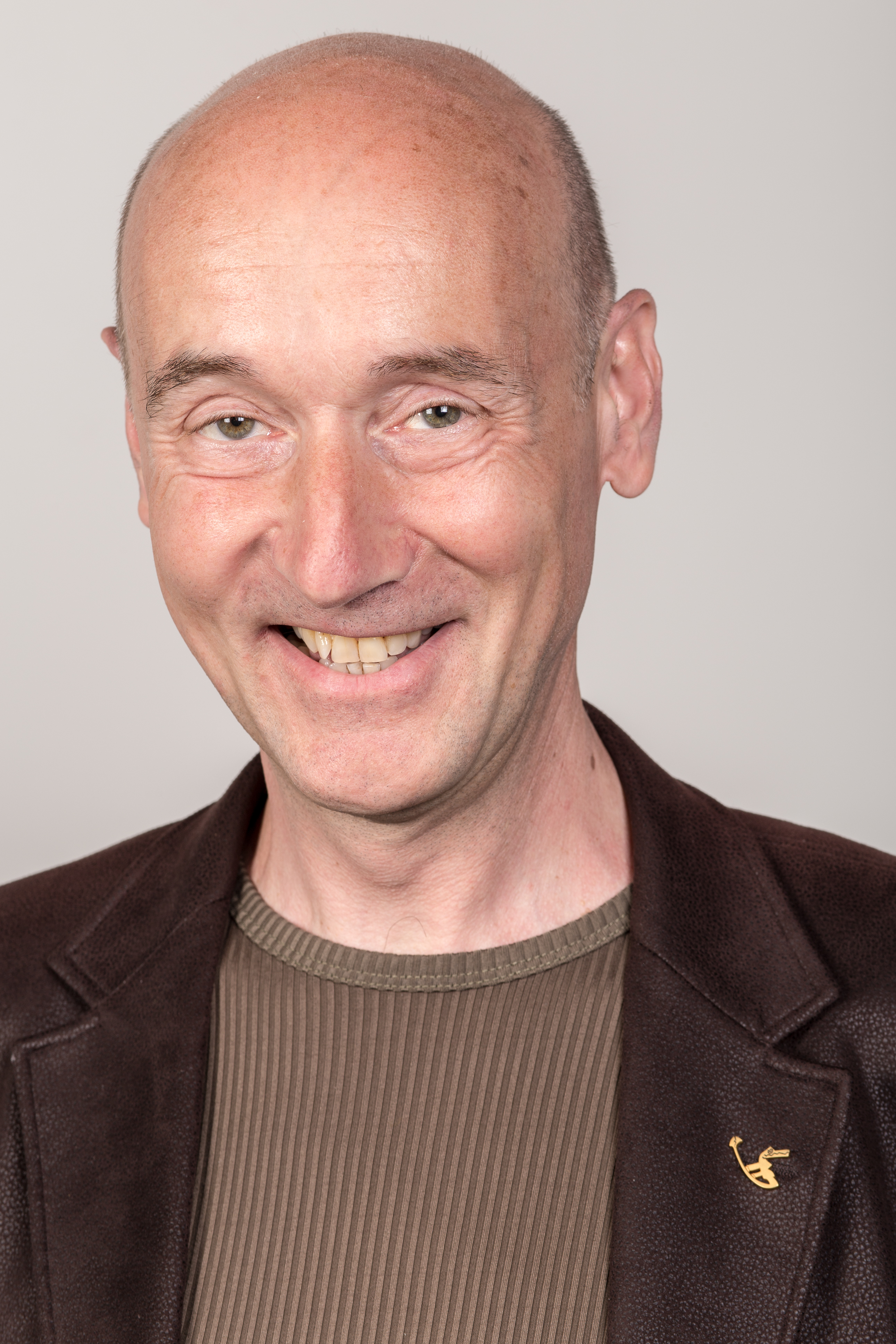
Michael Hudecek (2016)

Michael Hudecek (* 1961 in Wien) ist ein österreichischer Filmeditor, Regisseur und Musiker. 

## Leben
Michael Hudecek begann seine Tätigkeit in der Filmwirtschaft 1981 als Bild- und Tontechniker einer Filmproduktionsfirma. Bald darauf spezialisierte er sich auf den Bereich Schnitt. Hudecek baute von 1985 bis 1991 das Postproduktionsunternehmen Listo Videofilm, eine Tochter der Listo-Film, mit auf. Neben zahlreichen Kino- und Fernsehfilmen sowie Werbespots wirkte er in den Bereichen Schnitt und Postproduktion an Musikvideos von Dolezal und Rossacher mit. 1992 gründete er das Schnittstudio Offline – Film-Editing, mit dem er zur Verbreitung nichtlinearer digitaler Schnittsysteme in Österreich beitrug. Später betätigte sich Hudecek zunehmend auch als Regisseur. Mit Christina Zurbrügg gründete er 2001 die Film- und Musikproduktion GAMSfilm&music. Er spielte ab 2004 als Saxofonist und Gitarrist bei Zurbrügg & Band. Seit 2010 hat Michael Hudecek die Professur für Schnitt an der Filmakademie Wien inne. Der Dokumentarfilm Stimmen Stimmen Gegenstimmen über die Chorvereinigung Gegenstimmen, bei dem er Regie führte, wurde 2014 beim Filmfestival Diagonale uraufgeführt.

## Filmografie (Auswahl)
- 1983: Mission Monoton (Schnitt)
- 1984: Melodie einer Stadt (Schnitt)
- 1984: Wiener Brut (Schnitt)
- 1985: Luftschnappen(Schnitt)
- 1992: Das Auge des Taifun (Schnitt)
- 1993: Der Kopf des Mohren (Schnitt)
- 1994: Der heilige Bauer (Schnitt)
- 1997: Alma – A Show Biz ans Ende (Schnitt)
- 1997: Kids von Berlin (Schnitt)
- 1998: Endlich Schluss (Schnitt)
- 1999: The Rounder Girls (Schnitt)
- 2000: Die 99 besten Erfindungen der Menschheit (Regie)
- 2001: 3 Buddhisten – vier Wahrheiten (Musik)
- 2001: George Tabori (Schnitt)
- 2001: IN OUT – Move the world (Schnitt, Musik)
- 2003: Beziehungsweise: Freundschaft (Schnitt, Musik)
- 2004: Caché (Schnitt)
- 2006: Bleiben oder Gehen (Regie)
- 2007: Leben und sterben nach Buddha (Regie, Schnitt)
- 2007: Wahre Liebe wartet? (Regie)
- 2008: Halbzeit (Regie)
- 2009: Am Anfang war das Licht (Schnitt)
- 2009: Eva Pilz – Vom Schauspiel zur Hindupriesterin (Regie)
- 2009: Not An Illusion (Schnitt-Supervision)
- 2012: Alphabet (Schnitt)
- 2014: Stimmen Stimmen Gegenstimmen (Regie)

## Diskografie
- 2001: tai chill (mit Christina Zurbrügg)
- 2007: zurbrügg – jetzt
- 2010: registerwechsel (mit Christina Zurbrügg und Josef Novotny)
- 2013: Doodle It (mit Christina Zurbrügg)

## Auszeichnungen
- Bester Schnitt, Goldener Kader des AAC 1994 (für Das Auge des Taifun)
- Bester Schnitt, Europäischer Filmpreis 2005 (für Caché; mit Nadine Muse)
- Goldener Drache, Schweizerisches Film- und Videofestival Spiez und Thun 2007 (für Bleiben oder Gehen; mit Christina Zurbrügg)[1]